# Exèrcit Popular Iugoslau
L'Exèrcit Popular Iugoslau (en serbi i croat: Jugoslovenska Narodna Armija (JNA); en ciríl·lic: Југословенска Народна Армија; en eslovè: Jugoslovanska Ljudska Armada (JLA)) era la força militar de la República Federal Socialista de Iugoslàvia, liderada pel President de la RFS de Iugoslavia amb quarter general a Belgrad.

## Història

### Formació
Les arrels de la JNA daten de la Segona Guerra Mundial amb les forces partisanes comandades per Josip Broz Tito, que el 1942 esdevé l'exèrcit popular d'alliberament de Iugoslàvia. El març de 1945 se li canvia el nom per Exèrcit Iugoslau (Jugoslovenska armija) i finalment obté l'adjectiu de popular per subratllar l'aspecte comunista de l'exèrcit, el 22 de desembre de 1951. La formació de la unitats de Defensa Territorial (Teritorijalna Obrana, TO) el setembre de 1968, va suposar la cohexistència d'un exèrcit federal centralitzat (JNA) i un exèrcit que depenia de les diferents repúbliques iugoslaves (TO), situació que es va mantenir fins al 1988.

### Guerra dels Balcans
La composició del JNA a finals dels anys vuitanta, amb una majoria d'oficials serbis o montenegrins, ha estat assenyalada com un dels factors decisius per al conflicte posterior. Aquest fet s'accentuà a partir del març de 1991, quan s'executà un programa per assegurar la supeditació del JNA als interessos del govern central i els serbis, enterrant definitivament el seu caràcter multiètnic. Fins aleshores, el caràcter descentralitzat de les unitats de Defensa Territorial (TO) podia afavorir els processos d'independència de les diferents repúbliques, com es feu palès durant la Guerra d'Eslovènia. Sota comandament centralitzat, l'actuació del JNA donant suport als rebels serbis durant la Guerra de Croàcia, amb el clar exemple de la batalla de Vukovar, va suposar els darrers episodis de confusió entre unitats d'un exèrcit originàriament iugoslavista.
El desembre de 1991, el JNA es va reorganizar en quatre districtes militars: Belgrad, Sarajevo, Skopje i Titograd, que disposaven de fins a setze grups operacionals. Després de l'evacuació de les tropes federals presents a Eslovènia i Macedònia, la declaració d'independència de Bòsnia i Hercegovina va suposar que el JNA passés a anomenar-se Exèrcit Iugoslau (Vojska Iugoslavije, VJ), d'acord amb la nova República Federal de Iugoslàvia. Tot i que el VJ va evacuar 15.000 efectius de territori bosni, el nou Exèrcit de la República Sèrbia (VRS) que combatria a la Guerra de Bòsnia, va néixer amb 80.000 membres que tan sols havien canviat els símbols o els noms de les antigues unitats del JNA.